# Автошлях E22

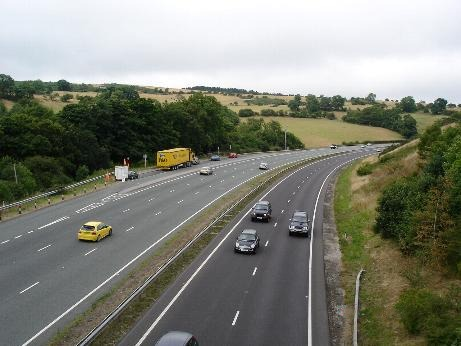
Е22 в Уельсі, Велика Британія

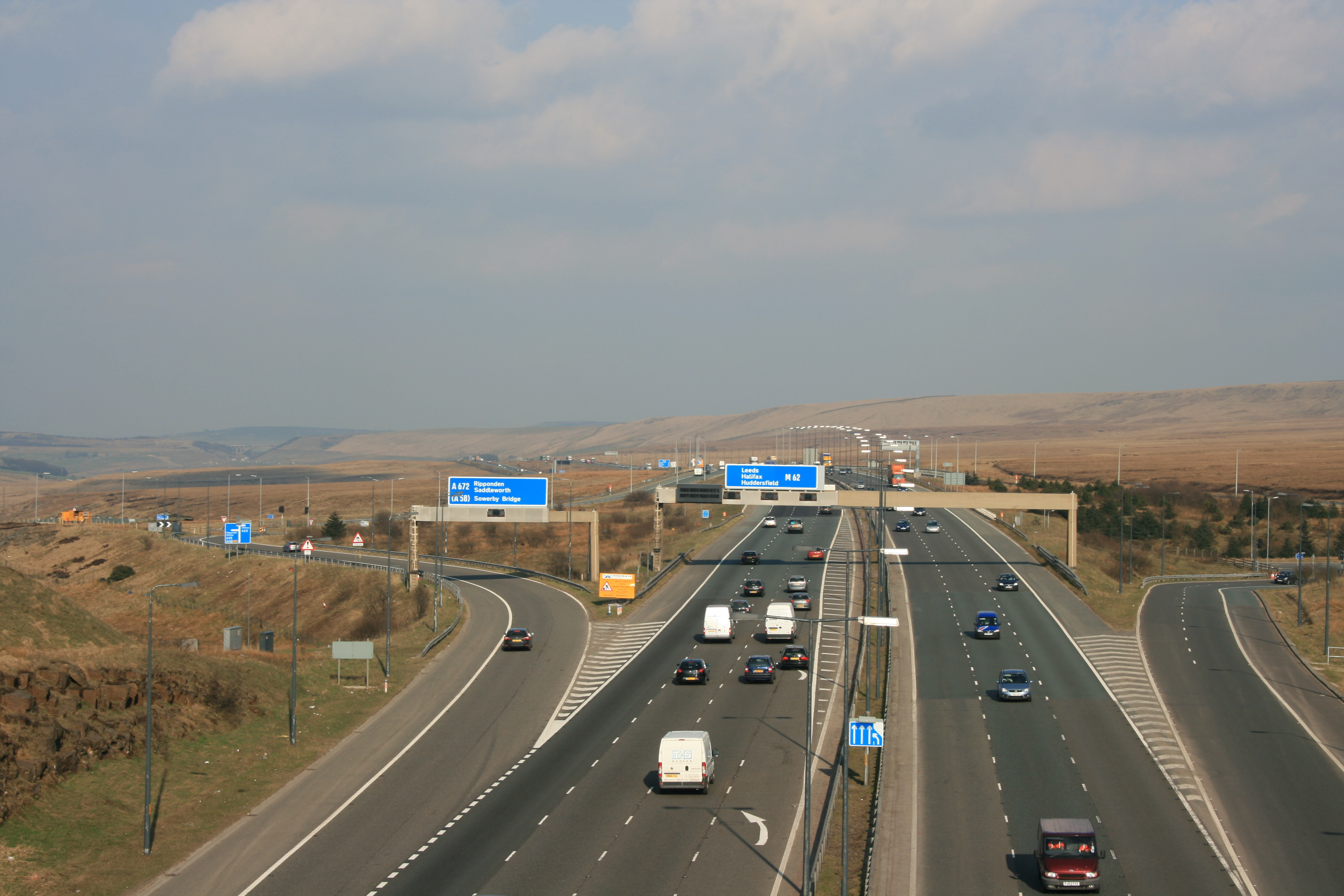
Е22 у Західному Йоркширі, Велика Британія

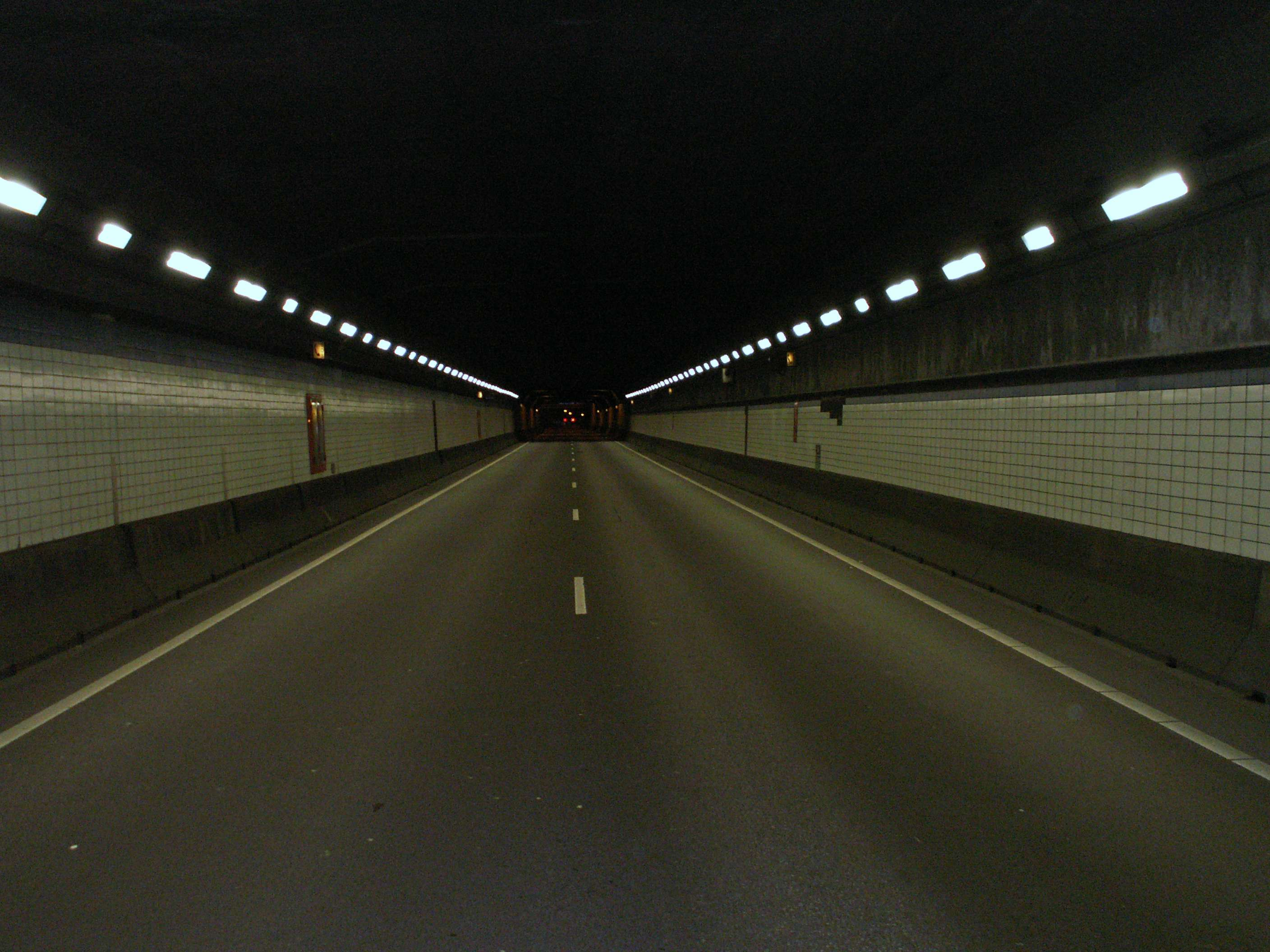
Е22 в Амстердамі: «Кун-тунель» під Нордзе-каналом, Нідерланди

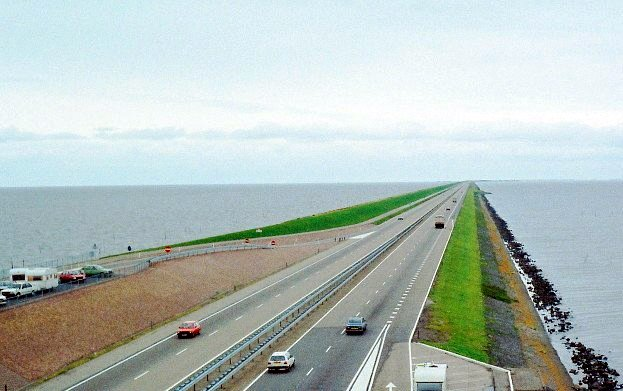
Е22 на Афслютдейк, Нідерланди

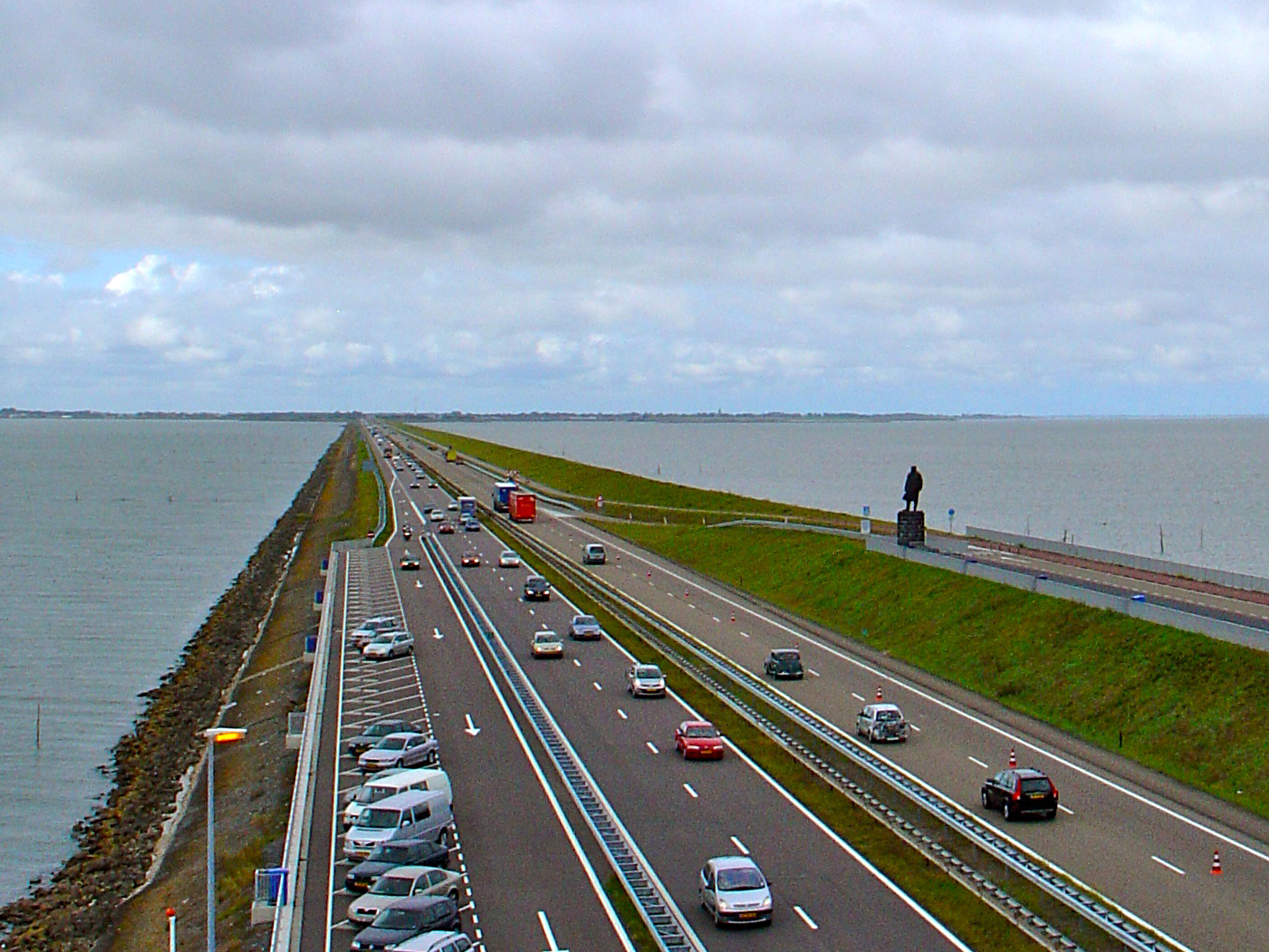
Афслютдейк з оглядового майданчика

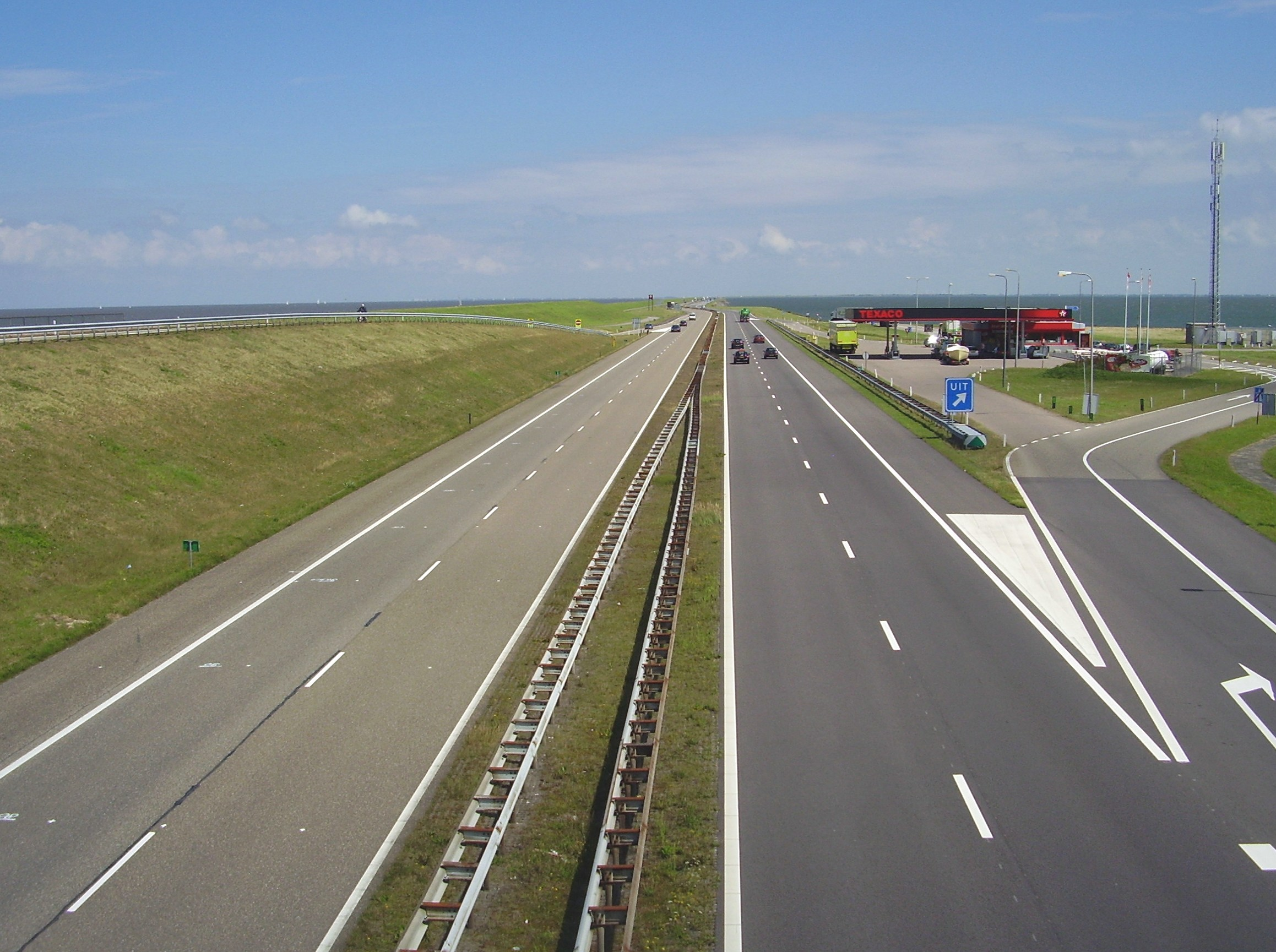
АЗС «Texaco» на дамбі Афслютдейк

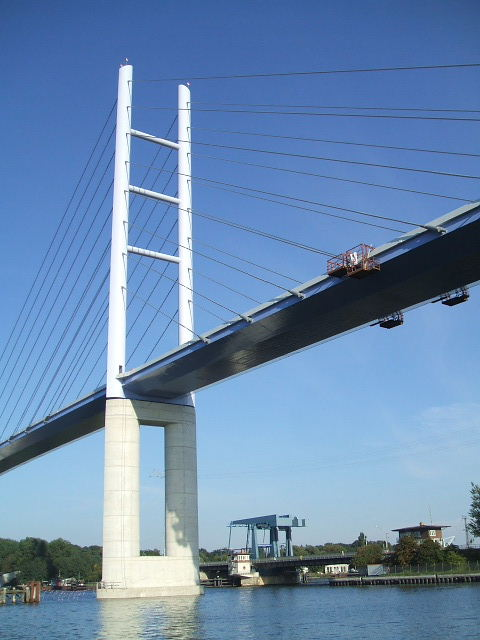
Е22 у Німеччині: Рюгенський міст

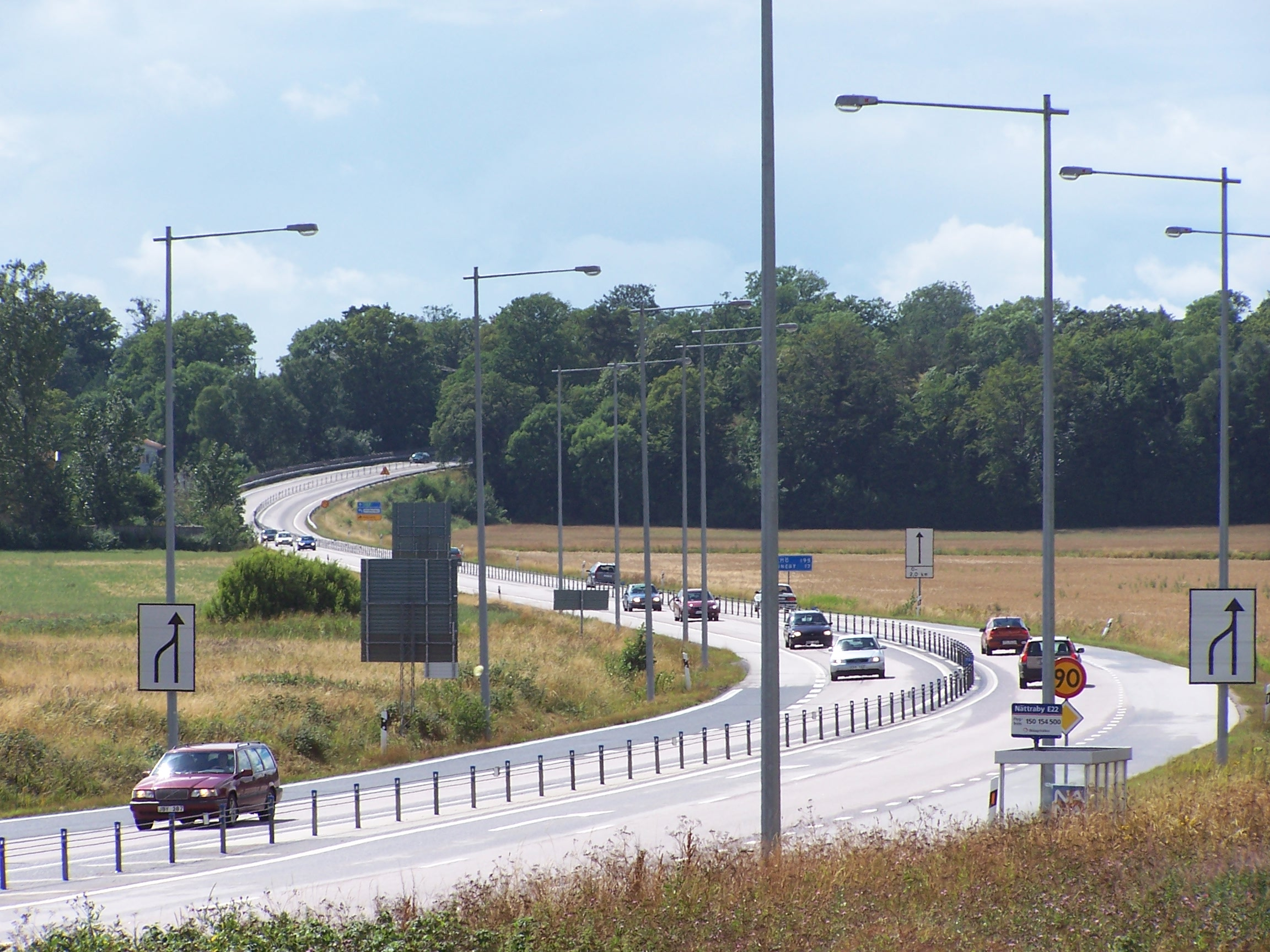
Е22 біля Карлскруни, Швеція

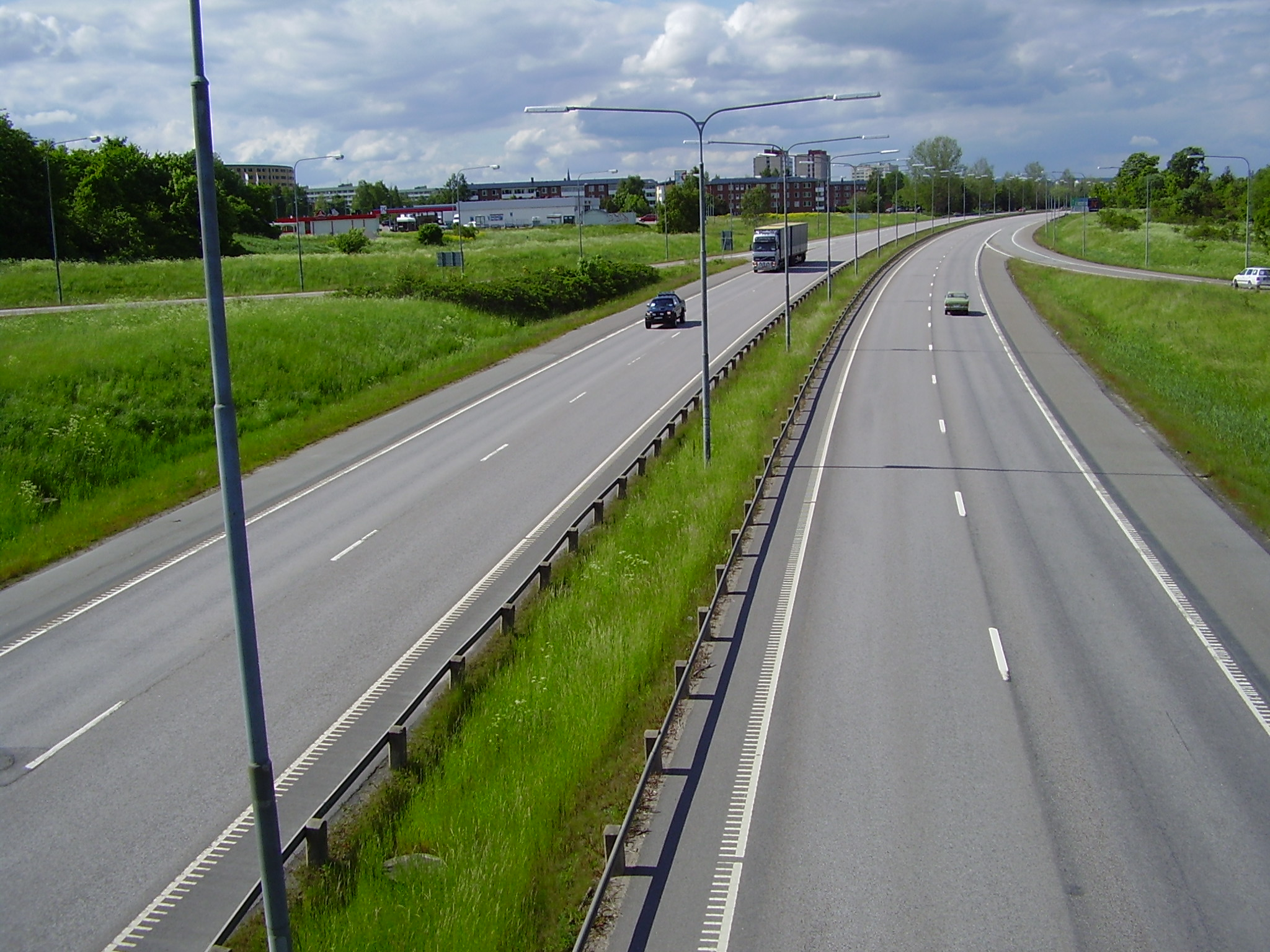
Е22 в Норрчепінгу, Швеція

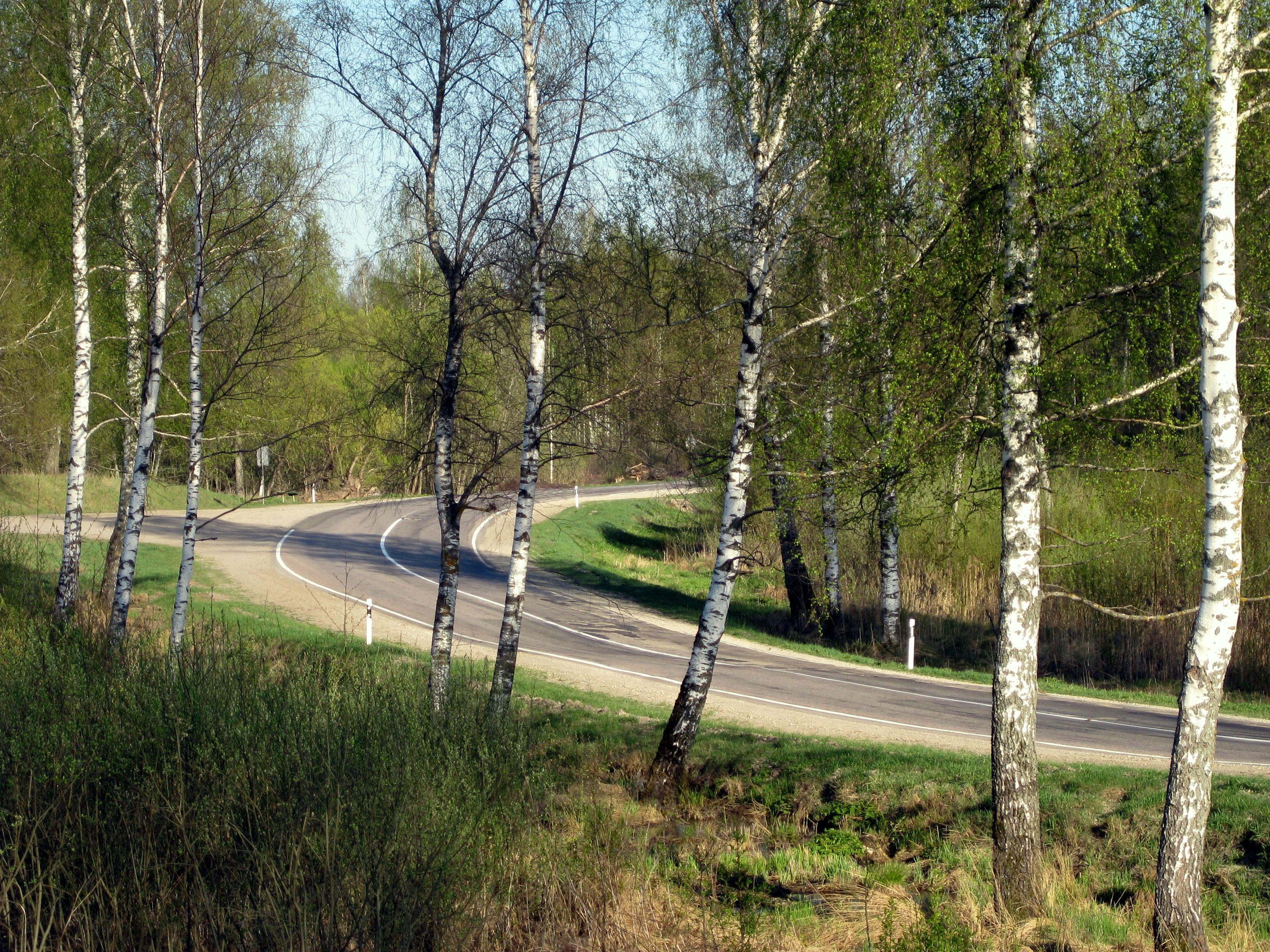
Е22 біля Резекне, Латвія

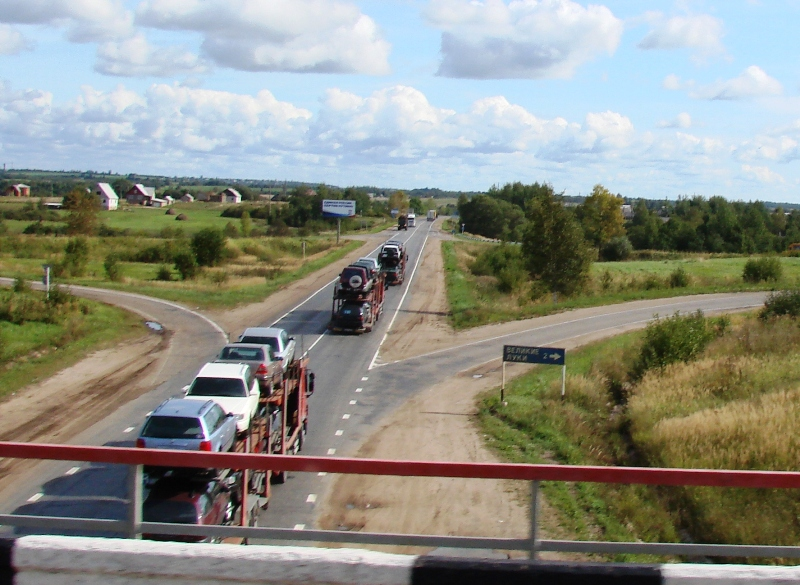
Е22 у Псковській області у Великих Луках

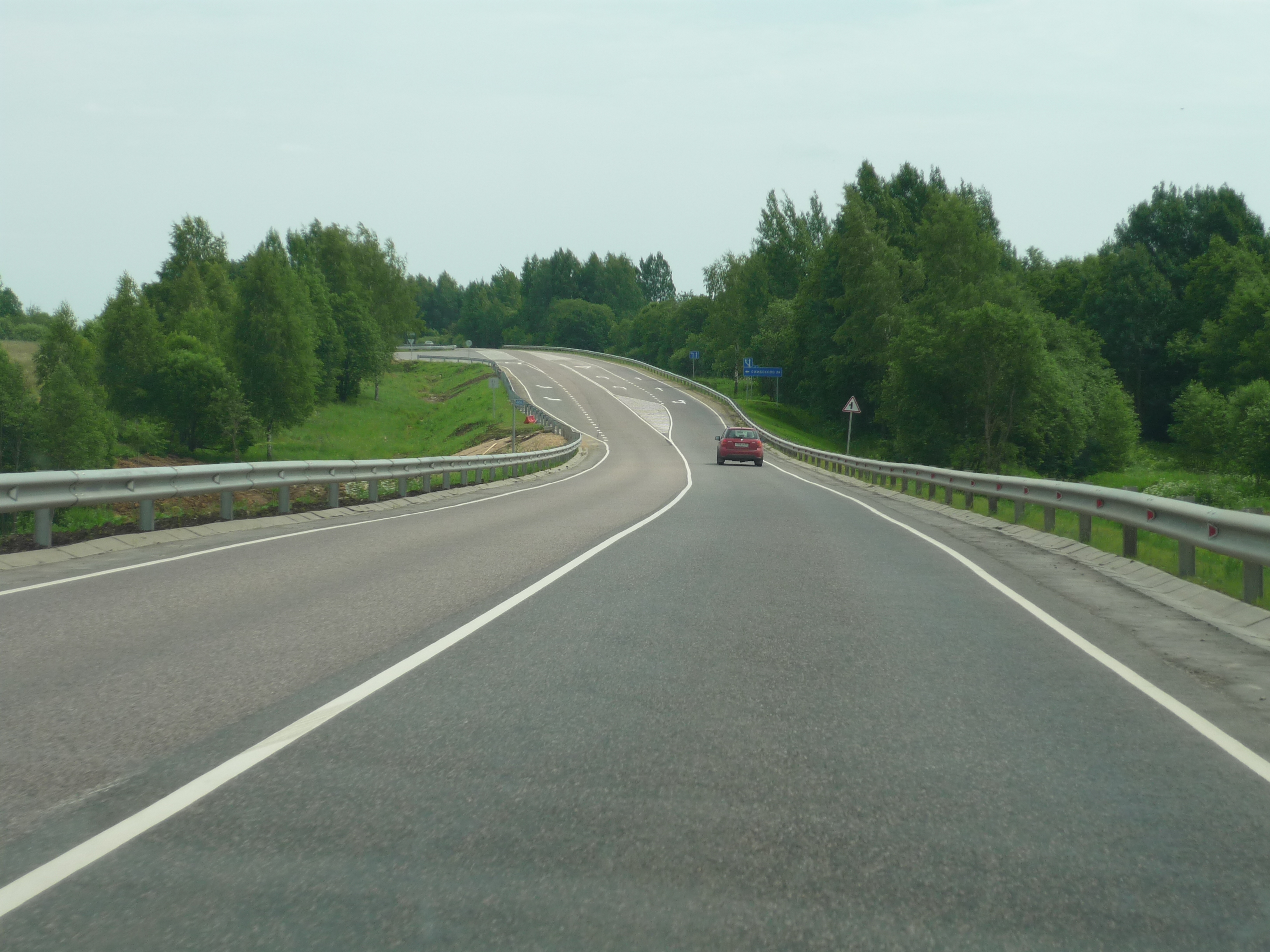
Е22 у Тверській області біля Ржеву

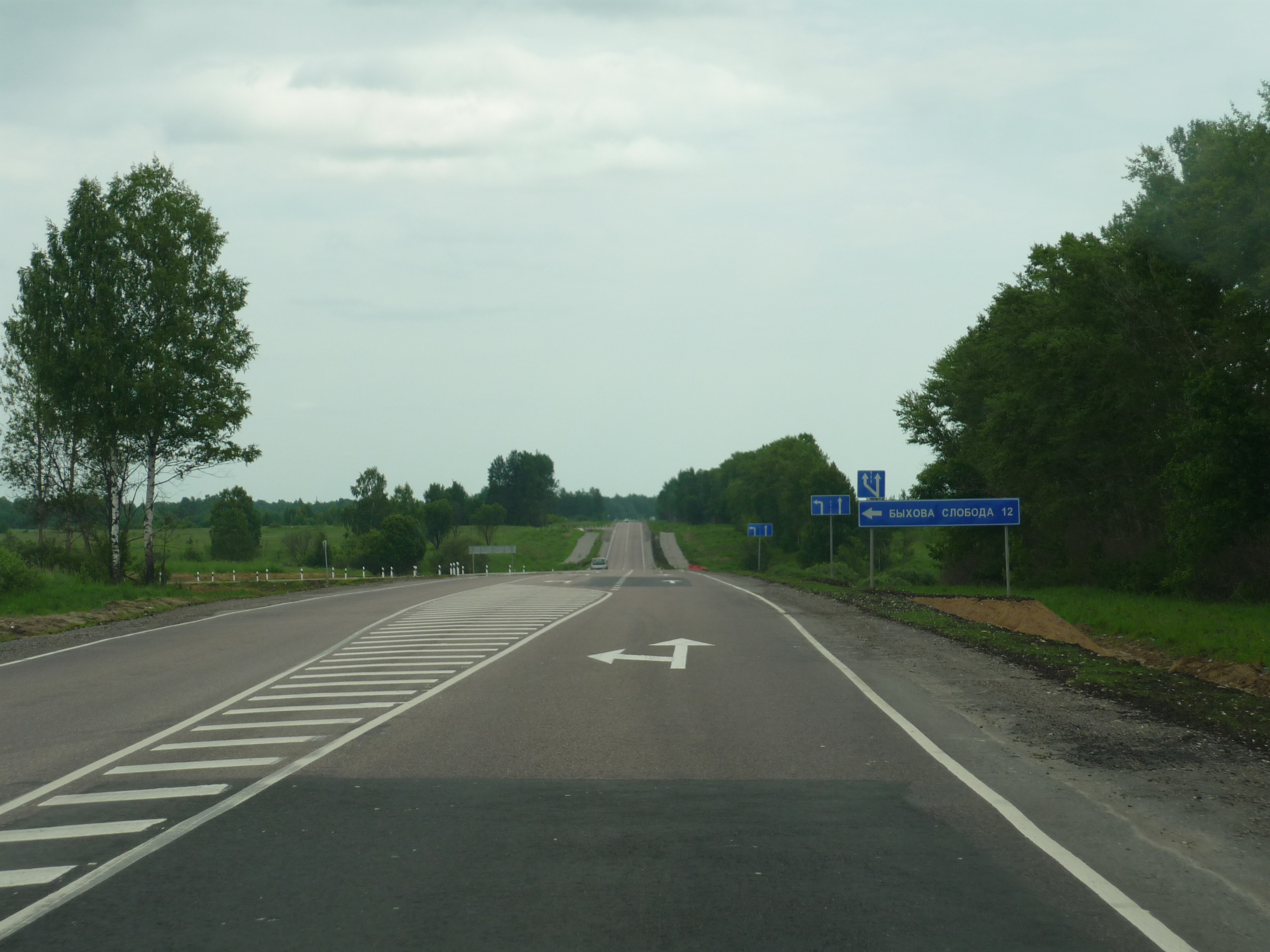
Е22 у Ржевському районі Тверської області після капітального ремонту

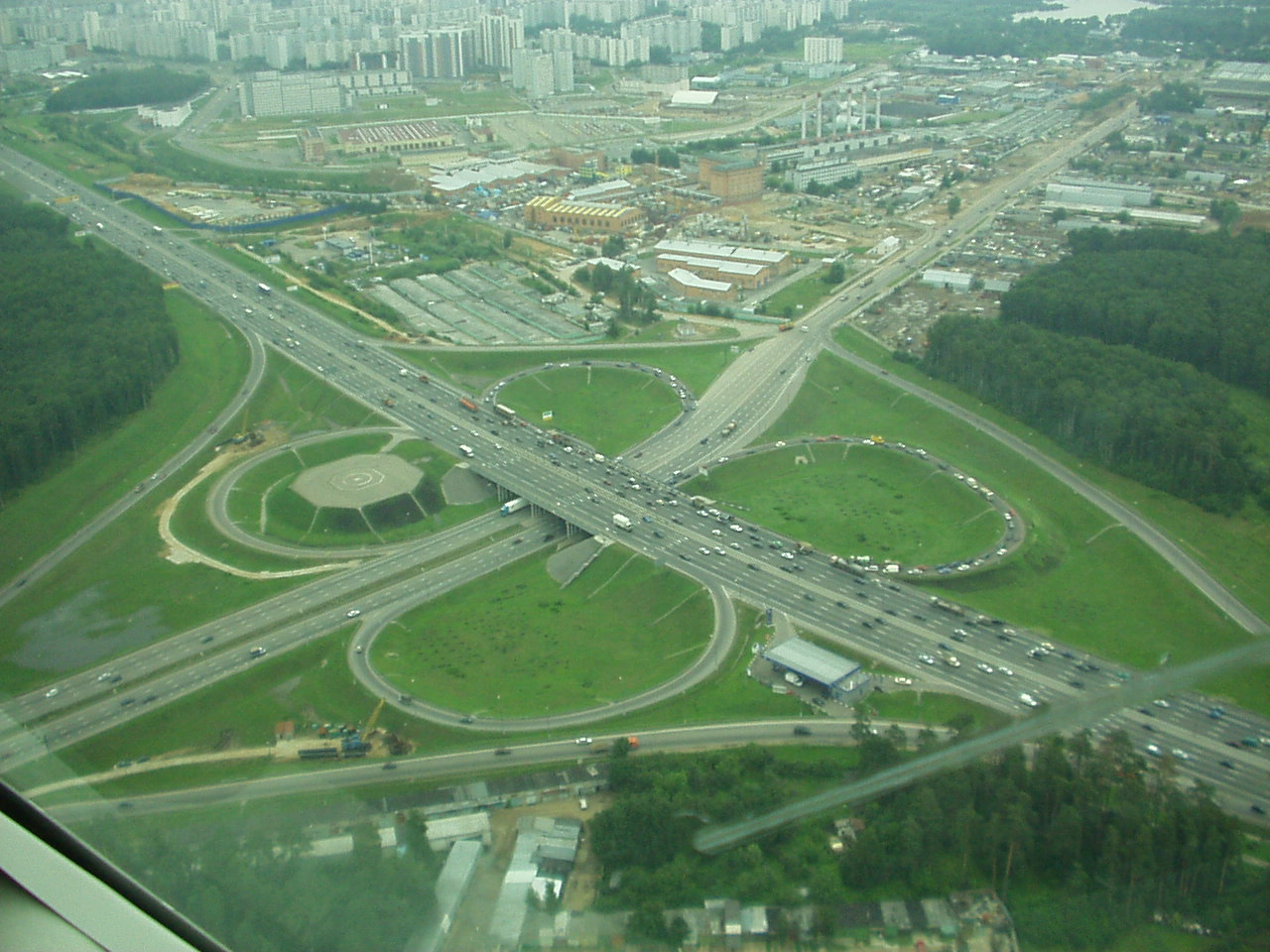
Е22 у Москві: перетин МКАД і М9

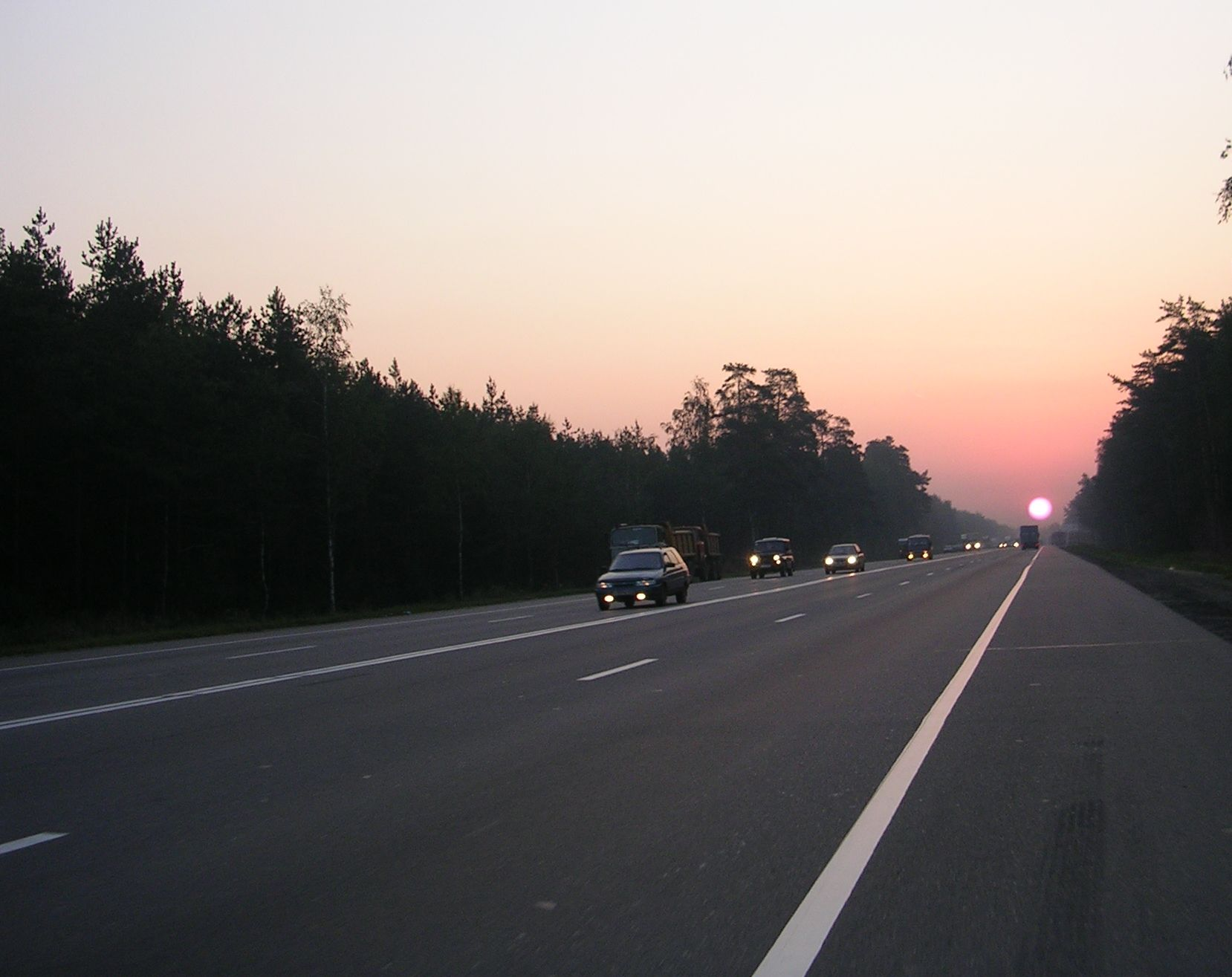
Е22 у Московській області біля Малої Дубни

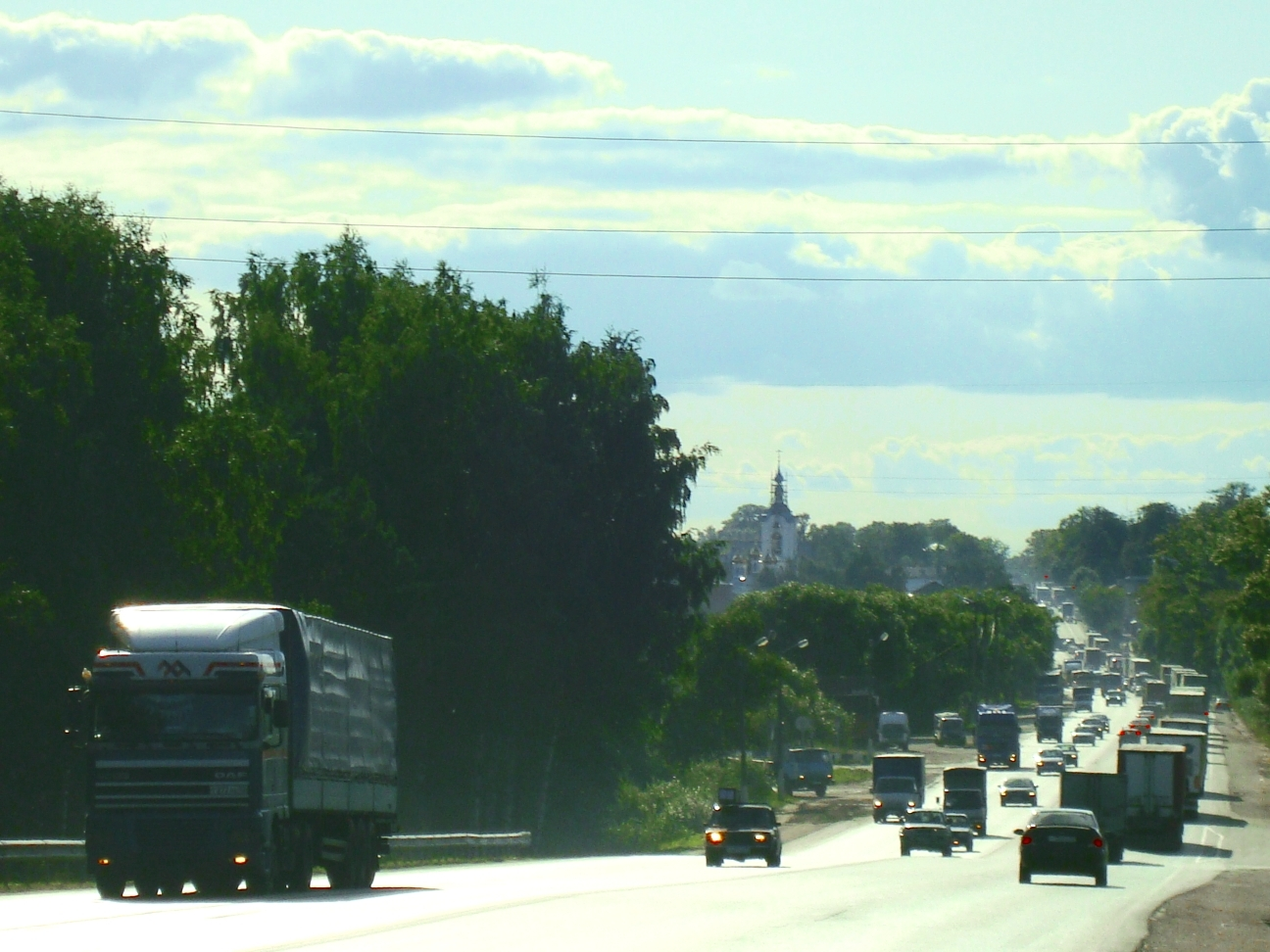
Е22 у Покрові, Владимирська область

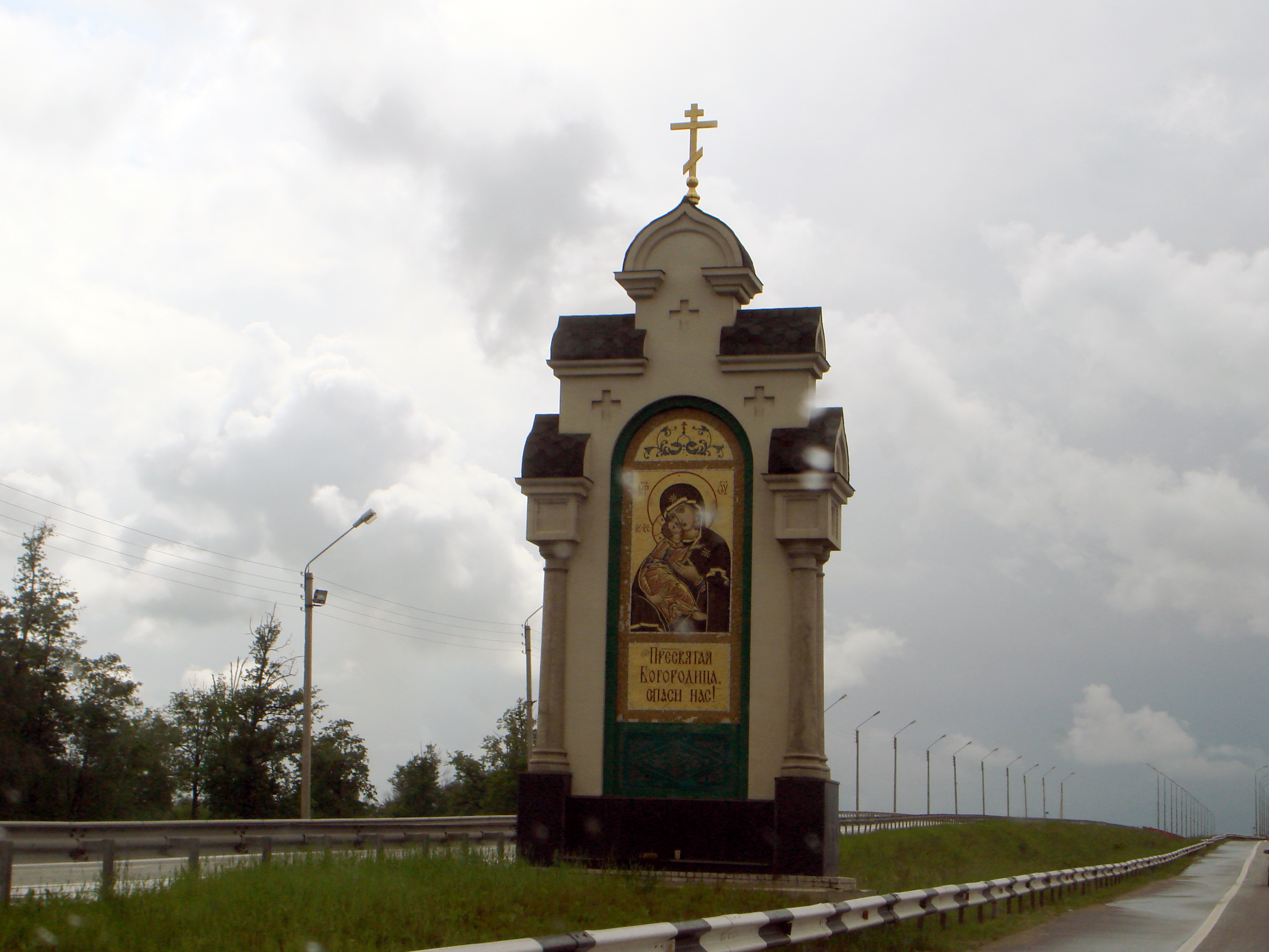
Кіот з іконою Богородиці на межі Владимирської та Нижньогородської областей

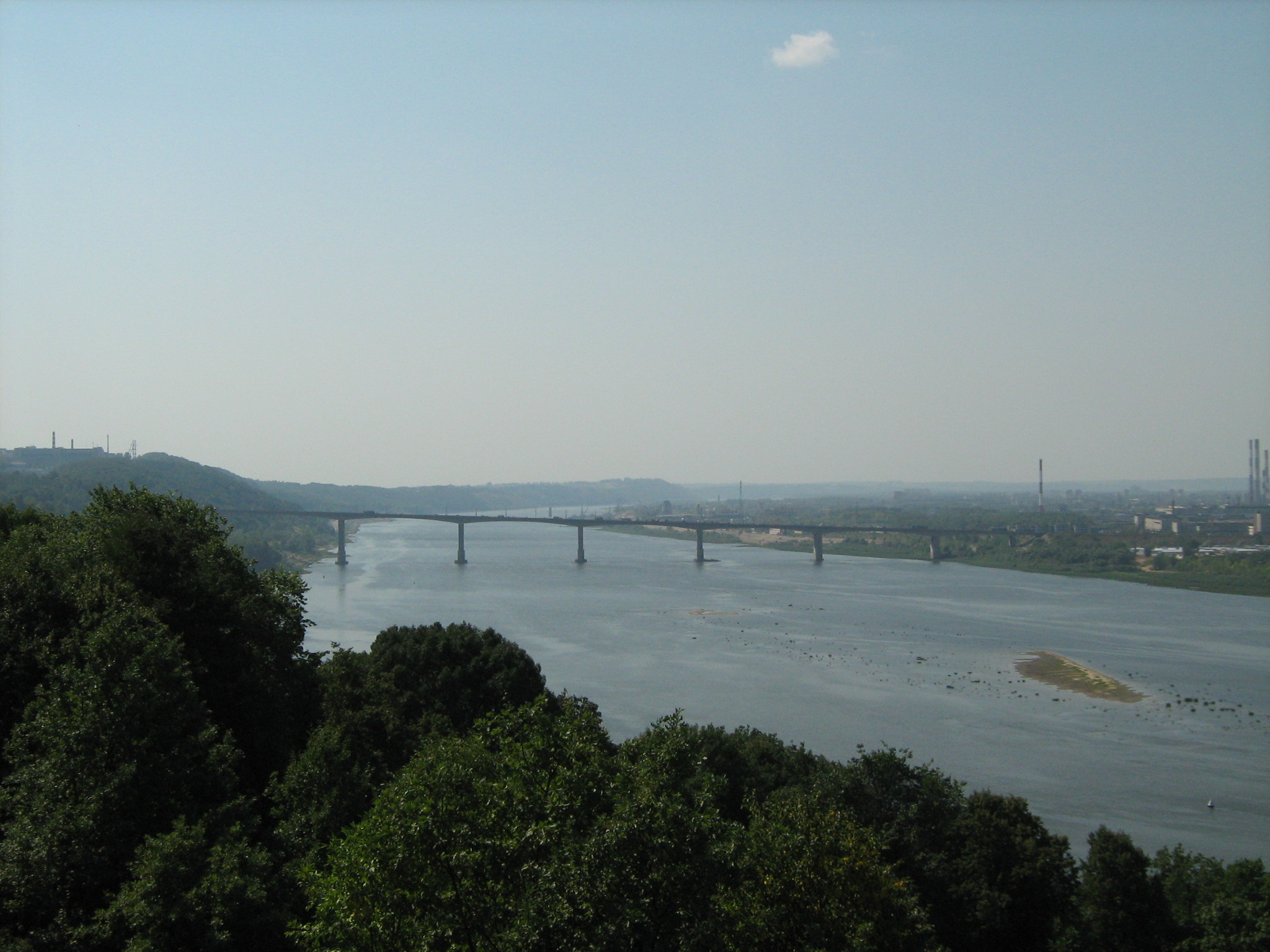
Мизінський міст у Нижньому Новгороді

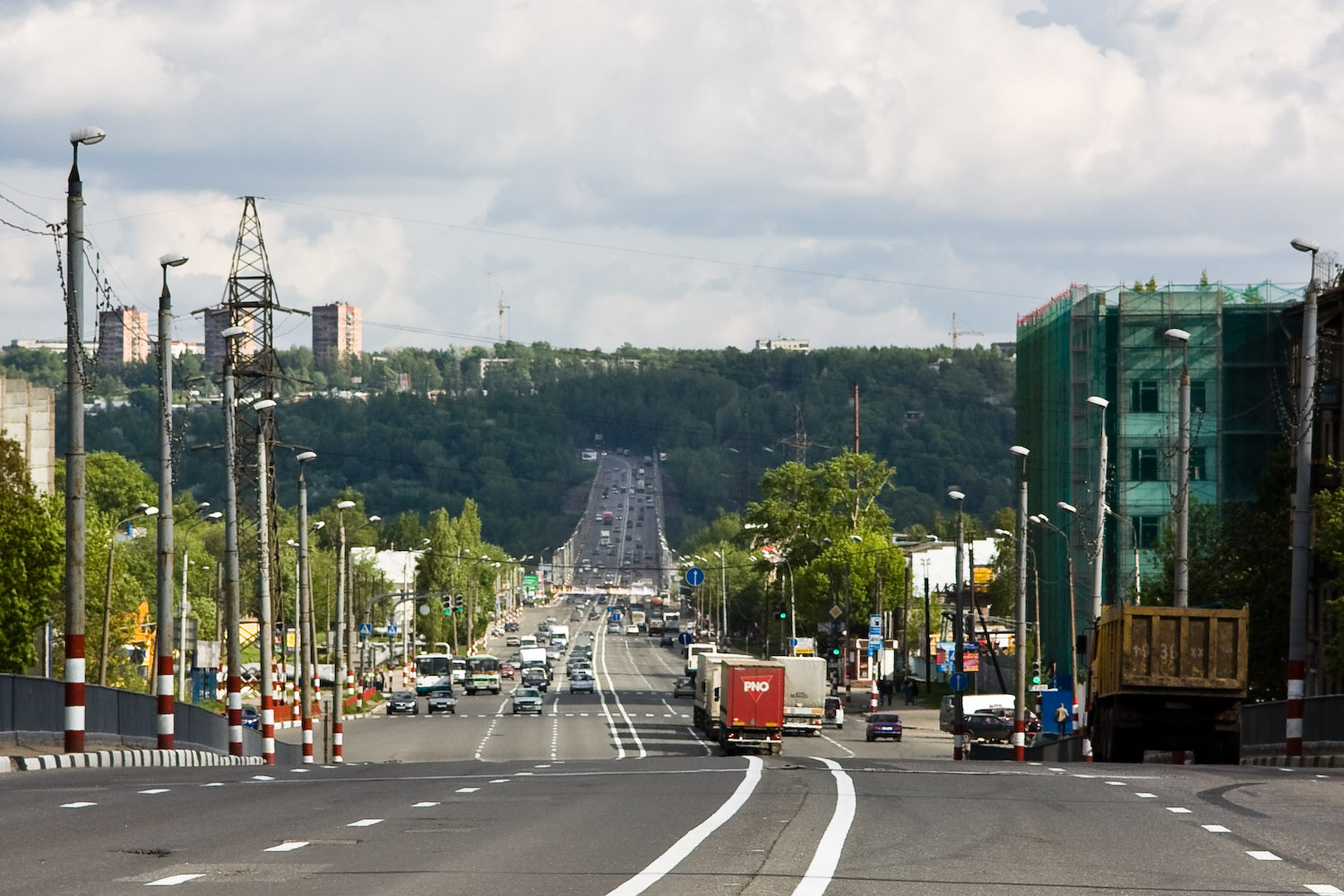
Е22 у Нижньому Новгороді

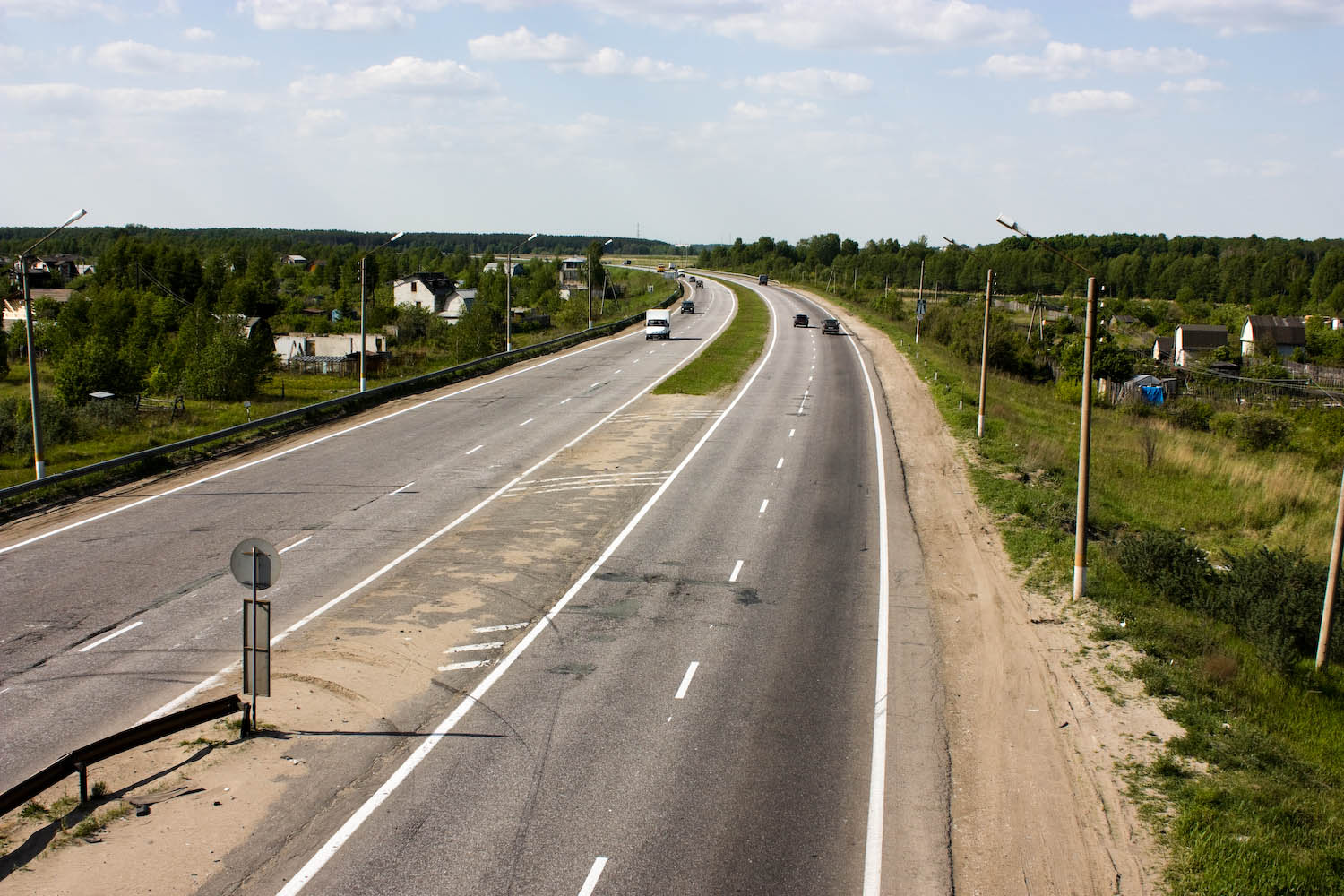
Південний обхід Н. Новгорода (1-а черга)

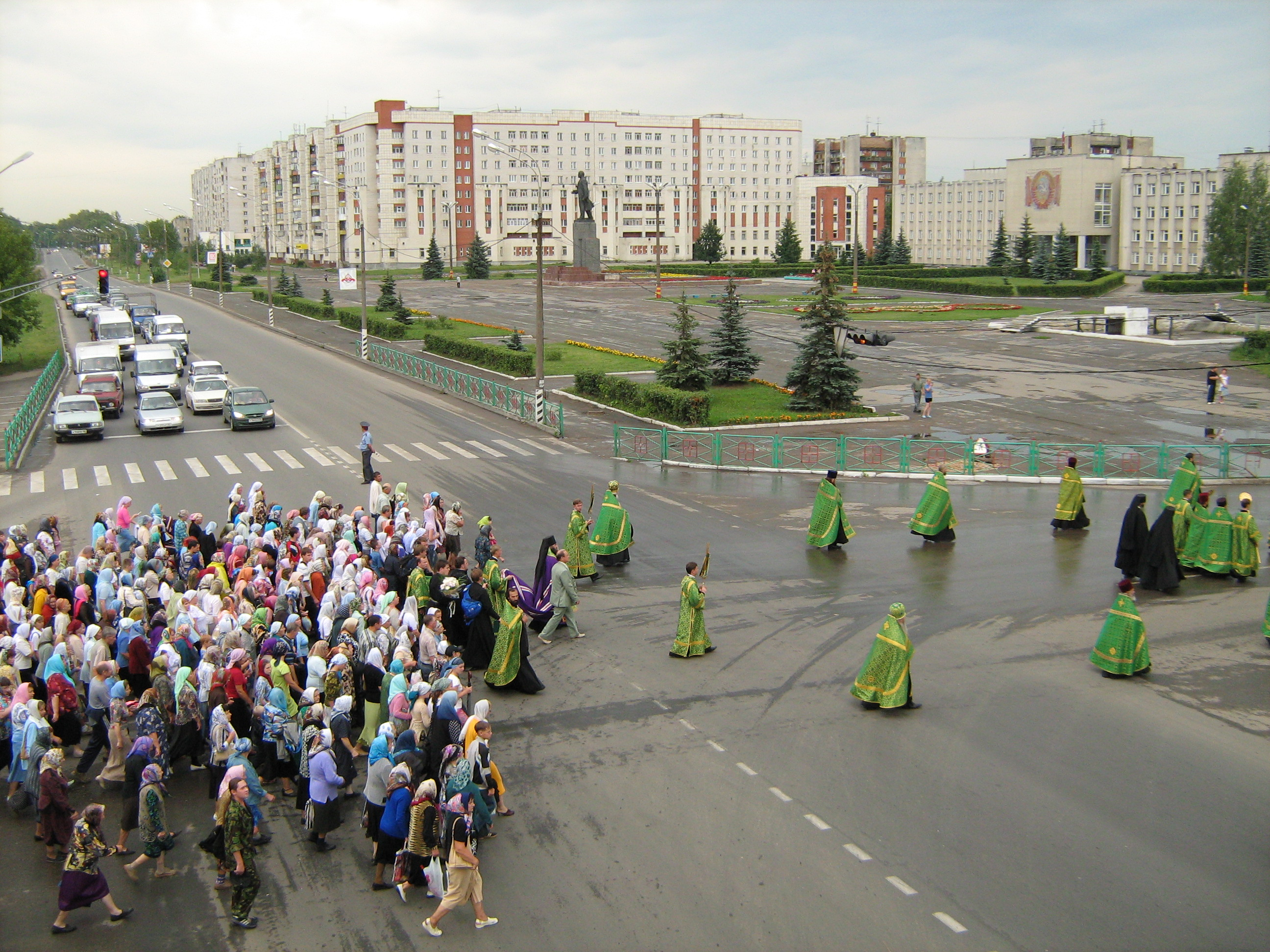
Е22 в Кстово, під час хресного ходу

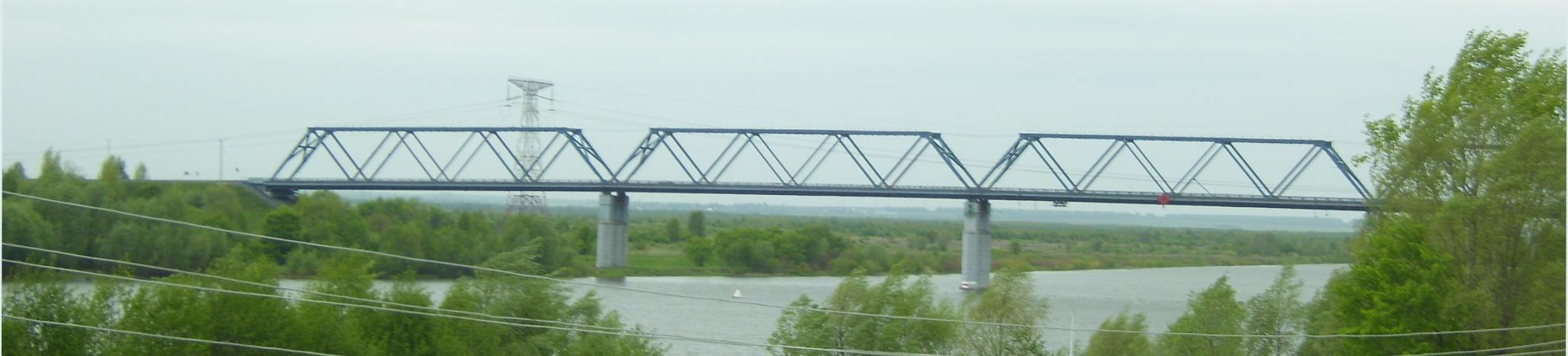
Міст через Суру, Чувашія

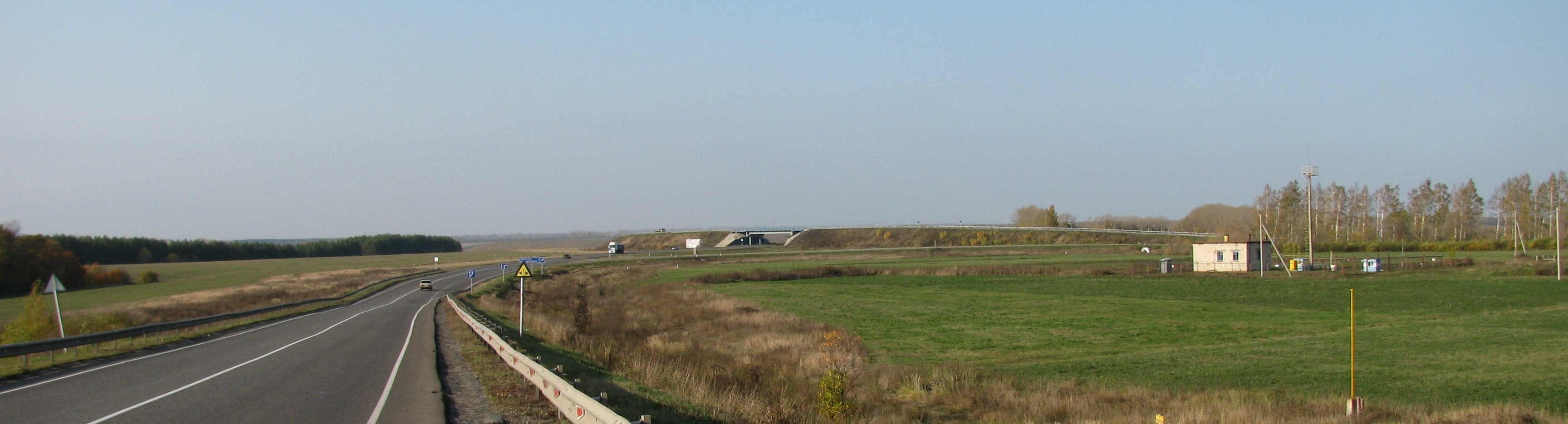
Розв'язка біля Тюрлеми. Тюрлема — праворуч («стара» дорога), Чебоксари — прямо («нова» дорога). Чувашія біля межі з Татарстаном

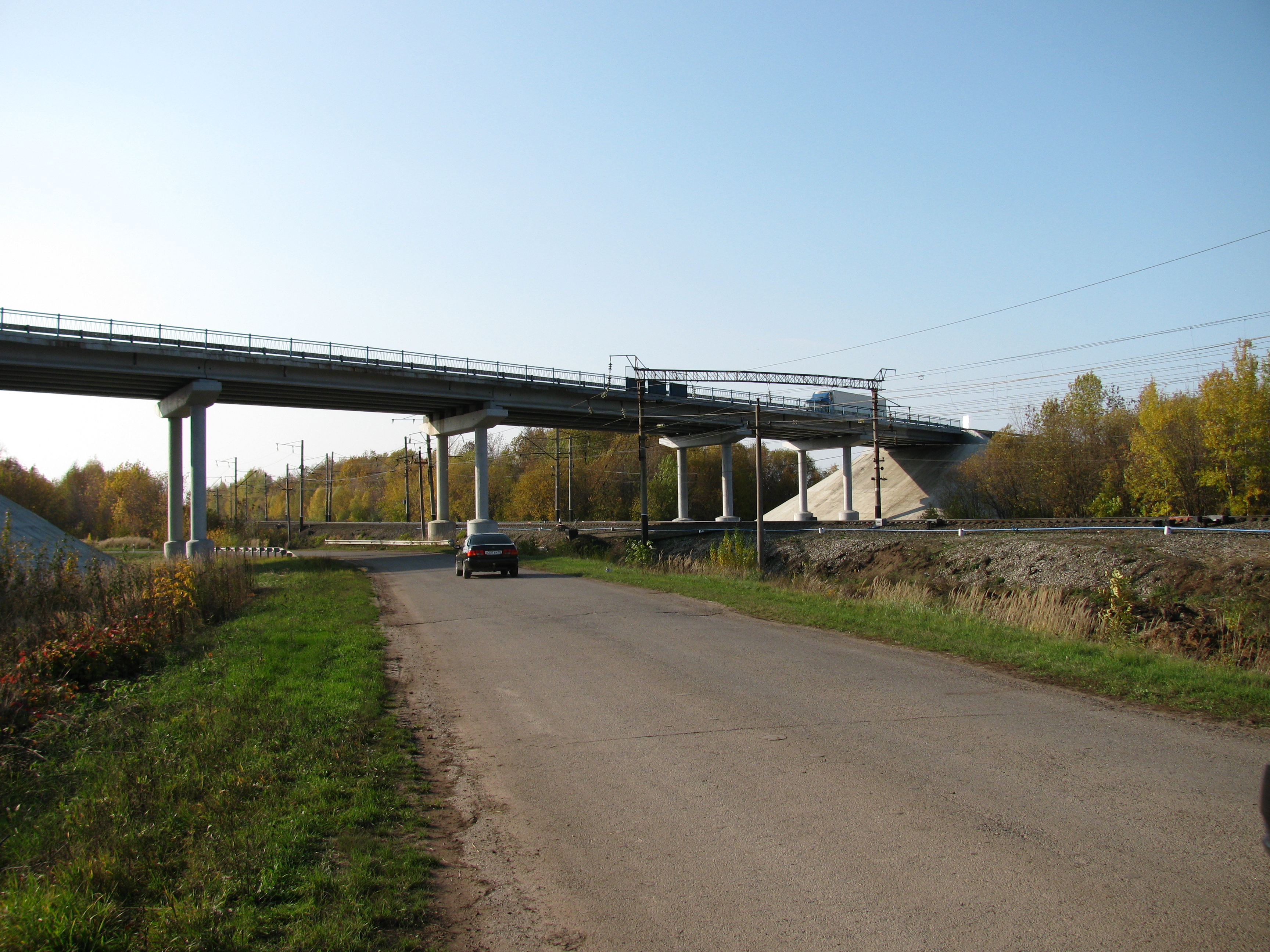
Міст Е22 над Горьківською залізницею, біля Тюрлеми, на межі Чувашії і Татарстану

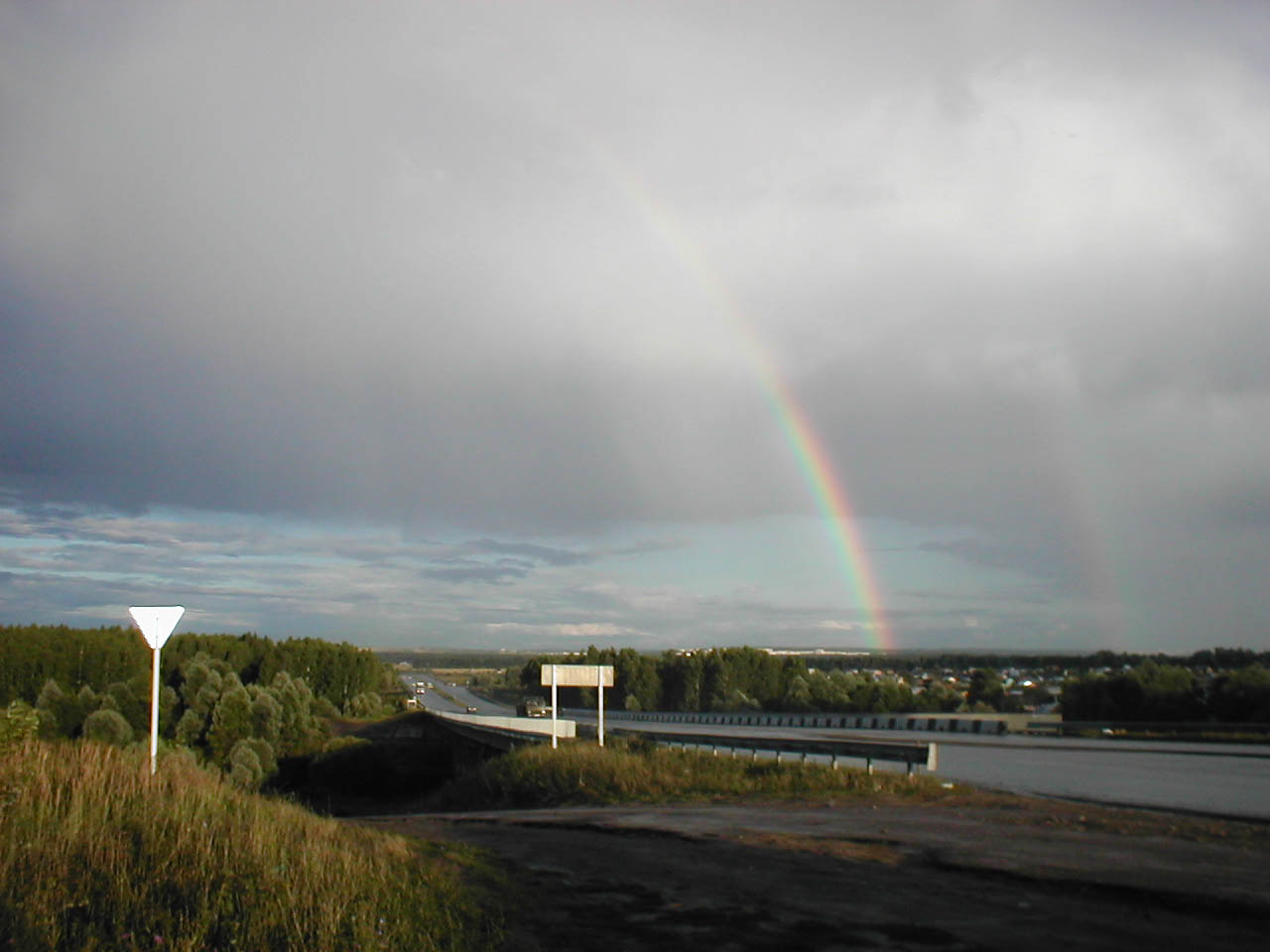
Міст через річку Казанка зі з'їздом до Малого Блакитного озера на дільниці Е22 — Казанської об'їзній дорозі

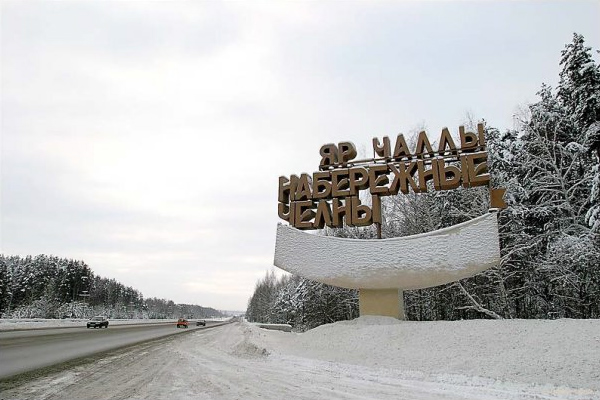
Е22 при в'їзді до Набережних Челнів

Європейський маршрут E22 — європейський автомобільний маршрут з британського Голігеда в Ішим. Маршрут проходить територіями Великої Британії, Нідерландів, Німеччини, Швеції, Латвії та Росії.

## Маршрут

### Велика Британія
- Уельс
  - A55 Голігед
  -  «Міст чотирьох миль» (≈ 1 км)
  -  А5
  -  А4080
  - Лланвайр-Пуллгвінгілл  А5025
  -  Міст Британія через протоку Менай (461 м)
  -  A487
  - Бангор
  -  A5
  - Ланвайрвеган
  -  Тунель Пен-і-Кліп (≈ 900 м)
  - Пенмайнмаур
  -  Тунель Пенмаенбах (≈ 630 м)
  - Конві (місто)
    -  Тунель под р. Конві (≈ 1.1 км)
    - Ландідно-Джанкшн  A470

  - Колвін-Бей
  - Абергіл
  - Сейнт-Асаф  А525
  - A494 Гардн
  -  Міст через Ді (≈ 145 м)
- Англія
  -  A550
  - M56 Честер  M53
  - M6 Аппелтон-Торн  M56-Схід
  - M62 Воррінгтон
  - M60 (кільце Великого Манчестера)
    - Солфорд  M61
    - M62 Вітфілд

  -  M606 на Бредфорд
  - Лідс  M1
  - M18  M62-Схід
  - M180  M18-Південь на Донкастер
  -  Міст через Трент (≈ 270 м)
  -  M181
  -  А15 на Сканторп
  - A180  A15 на Кінгстон-апон-Галл
  -  А160
  - Іммінггам
  -  Грімсбі (поромна переправа відсутня)

### Нідерланди
- Провінція Північна Голландія
  - A10  Амстердам-ЦЕНТР (Амстердамське кільц)
    -  «Кун-тунель» під Нордзе-канал (1283 м)
    - A8 Амстердам-Остзан

  - A7 Заандам  A8-ПІВНІЧ
  - Пюрмеренд  N235
    -  Міст через Нордголландз-канал

  -  #FFD700
  - Горн  N302
  - Вірінгерверф  N240
  - Ден-Увер
  -  Дамба Афслютдейк (30 км)
    -  Маяк Ден-Увер 1884 г.
    - Шлюз Стевінслейзен
    -  Монумент Корнелісу Лелі і оглядовий майданчик в середині дамби
    - Шлюз Лоренцслейзен
- Провінція Фрисландія
  - Болсвард  N359
  - Снек  N354
  -    Яуре  A6
  - Геренвен  A32
  - Драгтен  N31
- Провінція Гронінген
  - Гронінген («Ring Groningen», Кільце Гронінгена)
    -  N372
    -  N370
    -   Міст через Норд-Віллемс-канал (≈ 55 м)
    -  A28
    -  Міст через канал Вінсготердіп (≈ 130 м)
    -  Європавей на Еуроборг
    -   Міст через Вінсготердіп (≈ 90 м)
    -  N46

  - Гогезанд  N387
  - Схемда  N362
  - Вінсхотен  N367
  -  Міст через канал Вінсготердіп (≈ 57 м)
  - Бад-Ньївесганс
  -  МАПП Ньївесганс (колишній)

### Німеччина
- Земля Нижня Саксонія
  -   МАПП Бунде (колишній)
  -  Бунде
  -  Тунель під Емсом (945 м)
  -  Лер (Східна Фризія)  -ПІВНІЧ: Емден
  - Вестерштеде
  - Ольденбург
    -  Міст через Гунте, канали Кюстен та Остернбюргер (≈ 490 м)
    -   (східна об'їзна)

  - Дельменгорст
  -    на Оснабрюк, Дортмунд, Кельн
  - Бремен   на ПІВНІЧ: Бремерхафен; на ПІВДЕНЬ: Вальсроде
  - Ойтен
  - Зіттензен
- Земля Шлезвіг-Гольштейн
  - Гамбург
    -   на ПІВНІЧ: Фленсбург, Орхус (Дан.), Фредеріксгавн (Дан.)  Гетеборг (Шв.), Естерсунд (Шв.); на ПІВДЕНЬ: Ганновер, Мюнхен, Інсбрук (Ав.), Неаполь (Іт.)
    -   на Берлін

  -  Любек
    -  Міст через Траве (≈ 206 м)
    -  Міст через Канал Ельба-Любек (≈ 190 м)

  -  207 (2.5 км)  Любек
  -  Міст через Вакеніц (≈ 130 м)
- Земля Мекленбург-Передня Померанія
  -  208 (1.5 км) Вісмар
  -  Міст через Варнов (≈ 75 м)
  -   (5 км) Росток
  - 96  -СХІД: на Нойбранденбург, Штрасбург
  - Штральзунд
  -  Рюгенський міст через Штрелазунд (2,8 км)
  - Рамбін
  - Замтенс
  - Берген-на-Рюгені
  - Літцов
  -  Зассніц→ Scandlines

### Швеція
- Лен Сконе
  -  Треллеборг  108 9
  -  Веллінге  100
  - Мальме
    -  -ЗАХІД: на Копенгаген (Дан.), Оденсе (Дан.), Есб'єрг (Дан.)
    -   на Істад  Свіноуйсьце (Пл.), Щецін (Пл.), Прага (Чх.), Брно (Чх.), Братислава (Сл.), Загреб (Хр.), Подгориця (Чор.), Скоп'є (Мк.), Патри (Гр.)

  -   -ПІВНІЧ: на Гельсінгборг, Гетеборг, Осло (Нор.), Ліллегамер (Нор.), Тронгейм (Нор.), Нарвік (Нор.), Алта (Нор.), Кіркенес (Нор.)
  -  108
  - Лунд
  -   104 113
  - Хербю
  -  19  Крістіанстад
  -  Ельше
  - Крістіанстад
    -  Найнижча точка Швеції: 2,4 м нижче рівня моря
    -  118

  -  Фьялкінге
  -   Гуалев
  -  116
- Лен Блекінге
  -  Сельвесборг
  - Норьє
  -  121
  -  29
  - Карлсгамн
  - Роннебю  27 на  Роннебю, Векше, Бурос
  - Карлскруна  122 28 на ПІВНІЧ: Ветланда; на ПІВДЕНЬ:  База ВМС
  - Єм'є
- Лен Кальмар
  - Бергквара
  -  Седерокра
  -  Рінкабюгольм
  -   Кальмар
  -  Кальмар  137
  -  Лінсдаль
  -  125
  - Олем
  - Менстерос
  - Оскарсгамн  37 47
  -  Оскарсгамн
  - Форбу  Фігегольм
  -  Міст через оз. Марен (≈ 120 м)
  -  Міст через оз. Боторпстрем (≈ 85 м)
  -  40
  - Гуннебю
  -  Вестервік
  - Гамельбю  35
  -  213
- Лен Естерйотланд
  -  212
  -  210
  - Седерчепінг
  -  Міст через Гета-канал (≈ 40 м)
  -  Норрчепінг (паромна переправа не існує)
    -   на ПІВНІЧ: Седертельє, Стокгольм, Сундсвалль, Умео, Лулео, Торніо (Фін.) ; на ПІВДЕНЬ: Єнчепінг, Гельсінгборг

### Латвія
- Курземе
  -  A10 Вентспілс→ від/до Нюнесгамн (Шв.) Scandlines[en] (як альтернатива)[1][2]
  -  P124
  - Попе
  - Угале  P123
  -  P120
- Земгале
  - Пуре
  - Тукумс
- Відземе
  - Юрмала
    -  P128 на Юрмала-Слока
    -  Міст через Лієлупе (≈ 440 м)
    -  Міст через канал Варкалю (≈ 67 м)
    -   Юрмала-Булдурі

  - A5 Рига, Ризька об'їздна дорога
    -   A9 на Салдус, Лієпая
    -  A8-ПІВДЕНЬ: Єлгава, Шяуляй (Лит.), Калінінград (Рос.), Гданськ (Пл.), Варшава (Пл.), Краків (Пл.), Зволен (Сл.), Будапешт (Уг.)
    -  A7-ЮГ: Бауска, Каунас (Лит.), Варшава (Пл.), Вроцлав (Пл.), Прага (Чех.)
    -  P85
    - A6 Дарзіні

  -  Саласпілс
  -   A4--ПІВНІЧ
  - Ікшкіле  P10
  - Огре  P5
  - Ціємупє
  - Кегумс  P8
  - Лієлварде   Авіабаза «Лієлварде»
  - Кайбала
  -  P87
  -  (1 км) Айзкраукле
  -  Міст через Персе (≈ 50 м)
  - Кокнесе
  - Плявіняс  P37
- Латгале
  -  Міст через Айвієксте (≈ 120 м)
  - A12 Єкабпілс
  -  P84
  - Варакляни
  - Віляни
  - Сакстагалс
  -  A15
  - Резекне
    -  P36 на Гулбене
    -  A13 на ПІВНІЧ: Карсава, Острів (Рос.); на ПІВДЕНЬ: Даугавпілс, Каунас (Лит.)

  -  Міст через Резекне (≈ 37 м)
  -  Міст через Резекне (≈ 30 м)
  - Лудза
  -  P49
  -  P52 (1 км) Зилупе
  -  МАПП Терехово
  -  Міст через Синю (≈ 60 м)

### Росія
- Псковська область
  -  М9 МАПП Бурачки
  - Заситіно
  -  Міст через Іссу (≈ 45 м)
  -  Тиловий КПП «Ісса»
  -  А117
  -  (600 м) Ідриця
  -  Міст через Неведрянку (≈ 50 м)
  -  М20
  - Новосокольники
  -  Міст через Ловать (≈ 90 м)
  -  Р51 (≈ 1,6 км) Великі Луки
  - Великі Луки  Р51
  -  Міст через Вскуїцю
  -  Міст через Кунью
  - Кунья
- Тверська область
  -  Торопець
  -  Міст через Торопу (≈ 60 м)
  -  Меморіал спаленим селам в 1941[3]
  -  Міст через Західну Двіну (≈ 75 м)
  -  Міст через Велесу (≈ 45 м)
  -  Міст через Межу (≈ 90 м)
  -  Р136
  -  (3 км) Нелідово
  -  (3,5 км) Мирний
  - Ржев  28К-0576 на Твер
  - Зубцов
    -  Міст через Вазузу (≈ 150 м)

  -  Міст через Держу (≈ 70 м)
  -  Пам'ятник «Катюші»
  - Погореле Городище
  -  (670 м) Летовище «Орловка»
- Московська область
  - Княжі Гори
  - Шаховська  Р90
  - Волоколамськ  Р108
    -   Волоколамське шосе

  -  (3,1 км) Сичово
  - Новопетровське  А108 («Московське велике кільце»)
  -  Міст через Молодильню (≈ 55 м)
  -  (700 м) Веретенки, Лужки, Онуфрієво
  -  (1,6 км) Кострово
  -  Міст через Малу Істру
  -  (8 км) Істра
  -  А107 («Московське мале кільце»)
  - Покровське
  -  Павловська Слобода
  - Івановське
  -  Міст через Істру
  -  на ПІВНІЧ: Веледніково; на ПІВДЕНЬ: Істру
  - Бузланово
  -  на ПІВНІЧ: Ніколо-Урюпіно; на ПІВДЕНЬ: Глухово
  -  на ПІВНІЧ: Новий; на ПІВДЕНЬ:  Архангельське
  - Красногорськ  Ільїнське шосе
  -  Міст через Москву-річку (≈ 380 м)
- Москва
  - МКАД-ЗАХІД
  -  Спаський міст через Москву-річку (≈ 204 м)
  -  Волоколамське шосе
  -  Бутаковський міст через Бутаковську затоку Хімкинського водосховища
  -  М10 на ПІВНІЧ: Хімки, Зеленоград, Твер, Торжок, Валдай, Санкт-Петербург, Петрозаводськ, Мончегорськ, Кандалакша, Мурманськ, Кіркенес (Норв.)
  -  Хімкінські мости через Канал імені Москви (≈ 265 м)
  -  А104 («Дмитровське шосе») на ПІВНІЧ: Дмитров, Дубна
  -  Алтуфьєвське шосе
  -  Осташковське шосе
  -  М8 («Ярославське шосе») на ПІВНІЧНИЙ СХІД: Корольов, Сергієв Посад, Переславль-Залеський, Ростов, Ярославль, Вологда, Архангельськ, Сєверодвінськ
  -  А103 («Щелковське шосе»)
- Московська область
  - М7  Реутов
  -  Міст через Чернавку (≈ 20 м)
  - Балашиха
    -  Міст через Пехорку (≈ 40 м)
    -  Садиба Пехра-Яковлевське

  -  Міст через Купавинку (≈ 40 м)
  - Стара Купавна
  -  (1,6 км) Моніно
  -  Скульптурна композиція «Лосі»
  -  Монінське шосе
  - Ногінськ   (Московське мале кільце) на Електросталь
  -  Міст через Клязьму (≈ 95 м)
  -  Міст через Шерну (≈ 70 м)
  -  Міст через Плотню (≈ 45 м)
  - Велике Буньково
  -  (6 км) Павловський Посад
  - Кузнеці
  -  (1,8 км) Електрогорськ
  - Ожерелки  -ПІВНІЧ (Московське велике кільце) на Сергієв Посад
  -  Міст через Велику Дубну (≈ 50 м)
  - Мала Дубна  -ПІВДЕНЬ на Орєхово-Зуєво
    -  Міст через Малу Дубну (≈ 55 м)
- Владимирська область
  -  Міст через Киржач
  - Покров  Киржач
    -  Міст через Шитку (≈ 45 м)

  -  Міст через Вольгу (≈ 50 м)
  - Петушки
  -  Міст через Велику Липню (≈ 55 м) у сел. Липна
  - Пекша
  -  Міст через Пекшу (≈ 100 м)
  - Лакінськ
  - Ворша
  -  Р75 на Кольчугіно
  -  Міст через Колокшу (≈ 115 м)
  -  Південна об'їзна дорога Владимира
  - Владимир
    -   Аеропорт «Владимир»
    -  Об'їзна
      -  Р74 на Юр'єв-Польський, Переславль-Залеський
      -  Міст через Рпень (≈ 60 м)
      -  на Суздаль, Іваново

    -  Сунгир

  - Боголюбово
    -  Боголюбський монастир

  -  Міст через Нерль (≈ 120 м)
  - Лемешки
  - Нова Биковка
  -  Камешково
  - Дворики
  -  (700 м)  Заводь Букля
  -  Міст через Клязьму (≈ 360 м)
  - Пенкіно
  -  Південна об'їзна дорога Владимира
  - Сенінські Дворики  Р71 Ковров, Шуя, Вічуга, Кінешма
  - Павловське
  - Сімонцево
  - Чудиново
  - В'язники  Об'їзна
  -  Р76 на Муром
  - Гороховець
    -   Гірськолижний комплекс «Пужалова гора»
    -   Сретенський монастир

  -  (1,5 км) Пляж на Клязьмі
  -  Міст через Клязьму (≈ 320 м)
- Нижньогородська область
  - Золіно
  -  (4,5 км) Володарськ
  - Пира
  -  (4,3 км) Дзержинськ, Желніно
  -   Аеропорт Нижній Новгород
  - Нижній Новгород
    -  Мизінський міст через Оку (1006 м)
    -  Р158 на Арзамас, Саранськ, Пенза, Саратов

  -  (330 м) Ждановський
  - Кстово
  -  Міст через Кудьму (≈ 85 м)
  -  Міст через Шаву (≈ 60 м)
  - Запрудне
  -  Міст через Алферовку (≈ 65 м)
  -  Р162 на Княгиніно, Сергач
  -  Міст через Кітмар (≈ 30 м)
  - Нива
  -  Міст через Сундовік (≈ 100 м)
  - Лисково
  -  Міст через Валаву (≈ 90 м) біля села Неверово
  - Львово
  -  Міст через Грем'ячку (≈ 200 м)
  - Воротинець
  -  Міст через Сем'янку (≈ 70 м) біля села Сем'яни
  -  Міст через Бєлавку (≈ 50 м) біля села Бєлавка
- Чувашія
  -  Міст через Суру (≈ 370 м)
  - Малі Тюмерлі
  -  Міст через Юнгу (≈ 40 м)
  -  Р231 на Шумерля, Алатир
  - Калмиково
  - Калайкаси
  - Чебоксари-ЗАХІД  Об'їзна
    - Яуші
    -  на Вурнари
    - Великі Карачури
    -  Вурнарське шосе на Чебоксари-ЦЕНТР у селищі Нові Лапсари
    -  Канаське шосе на Чебоксари-СХІД

  - Кугесі
  -  Міст через Тожанарку (≈ 33 м)
  -  Міст через Цивіль (≈ 110 м)
  - Цивільськ  А151 на Канаш, Ульяновськ, Сизрань
    -  Тихвінський монастир

  -  Міст через Малий Цивіль (≈ 70 м)
  -  Р174 на Маріїнський Посад
  - Чирічкаси
  - Андрієво-Базари
  -  Міст через Середній Аніш (≈ 265 м)
  - Єметкіно
  -  Міст через Білу Воложку (≈ 50 м)
  -  на Козловку
  - Тюрлема  (21 км)  Карстові озера «Собакінські Ями»[4][5]
- Татарстан
  -  на Нижні В'язові біля селища Велике Ходяшево
  - Ісаково
  -  Міст через Свіягу (≈ 390 м)
  -  Місце відпочинку на березі розливу та гирла Свіяги та Волги
  - Гаврилково
  -  Міст через Сулицю (≈ 72 м)
  -  Гірськолижний комплекс «Казань»
  -  Р241 на Буїнськ, Ульяновськ
  - Набережні Моркваші
  -  Автодорожній міст та дамба через Волгу (≈ 4,2 км)
  - Казань  Об'їзна
    - селище Займище
    -  Залєсна вулиця на Казань-ЗАХІД
    -  Пісочна вулиця на Казань-ПІВНІЧ
    -  Совєтська вулиця на Казань-ПІВНІЧ біля селища Щербаково
    -  Міст через Казанку (≈ 60 м)
    -  Вулиця Миру на Казань-ЦЕНТР
    -  на Краснокамськ, Перм
    -  Мамадиський тракт на Казань-СХІД

  - Шалі
  -  Міст через Шумбутка (≈ 60 м)
  -  Міст через Шумбут (≈ 77 м)
  -  Міст через Берсут (≈ 80 м)
  -  Міст через Омарка (≈ 50 м)
  -  Міст через Кирмянка (≈ 60 м)
  -  на (4 км) Мамадиш
  -  Міст через В'ятку (≈ 620 м)
  -   Національний парк «Нижня Кама»
  - Єлабуга
  -  М7 на Уфу
  -  на Менделєєвськ
  -  Міст через Юрашку
- Удмуртія
  -  Міст через Ятцазшурку
  -  Міст через Пугачку
  - Алнаші
    -  на Грахово

  -  Міст через Алнашку
  -  Міст через Валу
  -  Міст через Нишу
  - Можга
  -  Міст через Валу
  -  Міст через Бобінку
  -  Міст через Агризку
  - Мала Пурга
    -  на Агриз

  -  Міст через Постолку
  -  Міст через Лудзинку
  - Іжевськ  Об'їзна
    -  Можгинський тракт на Іжевськ
    -   Лудорвай
    -  на Уву
    -  Міст через Люк
    -  Міст через Іж
    -  Якшур-Бодьїнський тракт на Іжевськ

  -  Міст через Іж
  -  Міст через Селичку
  - Якшур-Бодья
  -  Міст через Нязь
  -  Міст через Чутирку
  - Ігра
    -  Р242 на Селти
    -  Р321 на Глазов та Кіров

  -  Міст через Туганшур
  - Зура
  -  Міст через Іту
  -  Міст через Чепцу
  - Дебьоси
  -  Міст через Медло
  -  Міст через Чепцу
- Пермський край
  - Р242 Перм
  - Кунгур
- Свердловська область
  - Р351 Єкатеринбург
- Тюменська область
  - Р402 Тюмень
  - Ішим